# (16450) Messerschmidt
(16450) Messerschmidt ist ein Asteroid des Hauptgürtels, der am 26. September 1989 vom belgischen Astronomen Eric Walter Elst am La-Silla-Observatorium (IAU-Code 809) der Europäischen Südsternwarte in Chile entdeckt wurde.
Der Asteroid wurde am 13. Juni 2006 nach dem deutschen Naturforscher Daniel Gottlieb Messerschmidt (1685–1735) benannt, der vom russischen Zaren Peter dem Großen zwischen 1719 und 1728 auf eine Expedition nach Sibirien entsandt wurde, um Gerüchten über Naturphänomenen wie gefrorenen Mammuts nachzugehen.